# This Is a Call
"This is a call" és el primer senzilll important de Foo Fighters del seu primer àlbum (el qual porta el nom del grup). És de 1995.

## "Lyrics"
Dave Grohl ha dit sobre la cançó: "La tornada diu 'This is a call to all my past resignation' (Que traduït seria: Això és una trucada a totes les vegades que he resignat). Grohl diu: "És com una petita manera de dir adeu a tota aquella gent amb la qual he tocat, amics, família, generalment amb tots aquells que m' he relacionat".  . També és una manera dona'ls-hi les gràcies."